# Jaume II Crispo
Jaume II Crispo, nascut el 1426 fou el tretzè duc de Naxos i de l'Arxipèlag, baró d'Astrogidis, senyor de Milos, de Santorí, d'Astipàlea, Delos, i consenyor de Amorgos. Era fill de Joan II Crispo.
Va succeir al seu pare a la seva mort el 1433 sota regència de la mare Francesca Morosini (morta el 1455).
El 1444 fou declarat major d'edat i es va casar amb Ginebra Gattiluso, però va morir tres anys després (1447), deixant una filla, Elisabeta, que es va casar amb Dorino II Gattiluso d'Enos (1455-1484), i un fill acabat de néixer, Joan Jaume I Crispo, que el va succeir.